# Friedrich August Weidenbach
Friedrich August Weidenbach (* 4. April 1790 in Naumburg (Saale); † 22. November 1860 daselbst) war ein deutscher Zeichenlehrer, Landschaftsmaler und Lithograf. Sein Vater wiederum war Kirchner an der Wenzelskirche und Mädchen-Schullehrer in Naumburg.

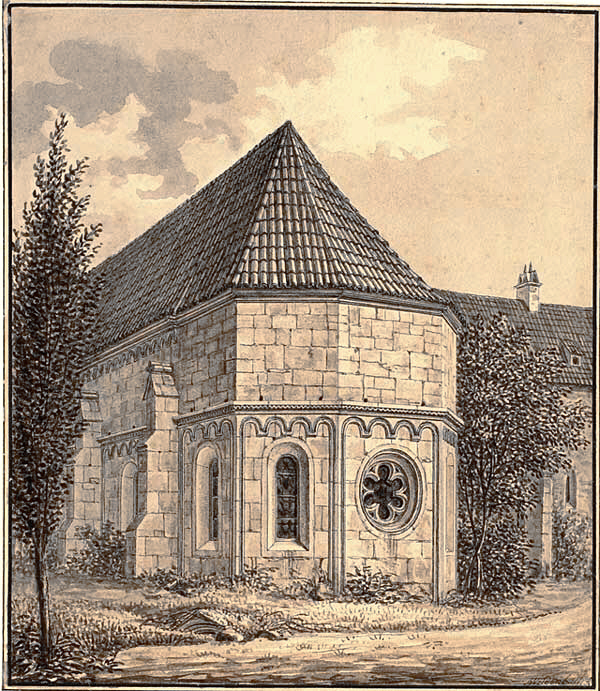
Abtskapelle Schulpforte

Von Weidenbach sind insbesondere Ansichten zu Naumburg und Umgebung überliefert. Stadtansichten und Gebäude wie z. B. die Abtskapelle in Schulpforte sind in seinem Œuvre zu finden. Weidenbach war ab 1842 Zeichenlehrer am Domgymnasium Naumburg. Nach dem frühen Tod seines Vaters zog er mit seiner Mutter nach Dresden, wo er als Maler tätig war und in verschiedenen Städten Sachsens tätig war. Im Jahre 1817 kehrte Weidenbach nach Naumburg zurück. Weidenbach war auf den Berliner Akademie Ausstellungen 1842 und 1848 vertreten. Darunter war eine Innenansicht des Naumburger Doms. Seine lithografischen Arbeiten fanden auch bei Bänden zur Numismatik ihren Niederschlag. Carl Friedrich von Posern-Klett erwähnte das bereits im Vorwort zu seinem Buch über Sachsens Münzen im Mittelalter, das 1846 erschien.